# Déjà vu
Een déjà vu (uit het Frans: eerder gezien) is een verschijnsel in de psychologie; het betreft de ervaring iets mee te maken waarvan men tegelijkertijd de indruk heeft het al eerder te hebben meegemaakt, terwijl men weet dat dat niet het geval is.
De term déjà vu is afkomstig uit het boek L'Avenir des Sciences Psychiques (De toekomst van de psychische wetenschappen) van de Franse onderzoeker Émile Boirac.
Déjà vu, of de volledige naam phénomène de déjà vu, slaat in de wetenschap meestal op een onechte herinnering of herinneringsbeleving en staat ook bekend onder de namen, Bekanntheitstäuschung, fausse reconnaissance, paramnesie en Schon-dagewesene. In het algemene spraakgebruik is men echter de term ook gaan gebruiken als aanduiding van elke bekende situatie.

## Verklaringen

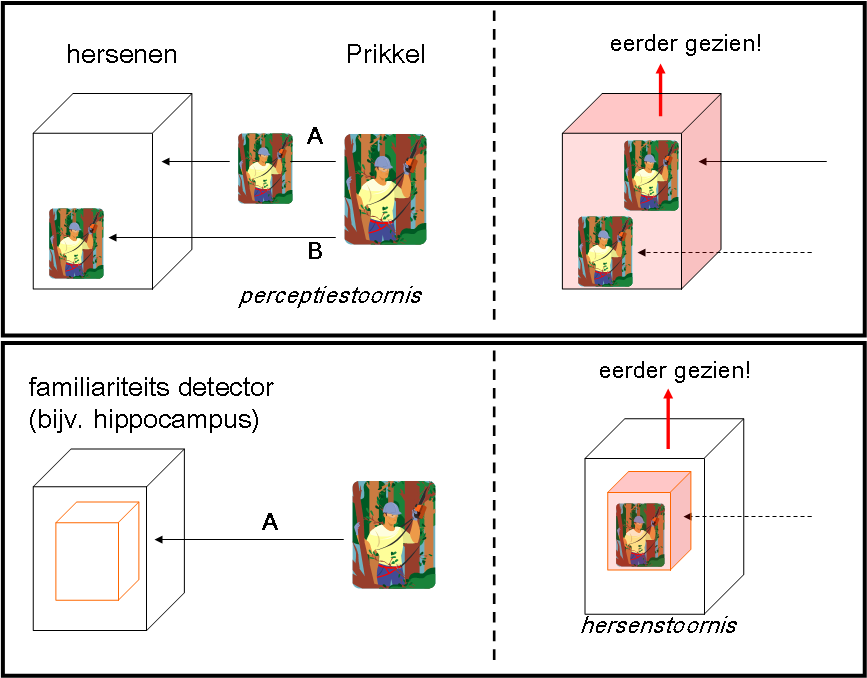
Twee modellen voor het phénomène de déjà vu. Boven: perceptiestoornis: twee beelden van dezelfde prikkel bereiken de hersenen op verschillende tijdstippen. Onder: hersenstoornis: een gebied in de hersenen zélf (hippocampus) interpreteert de waarneming verkeerd als herinnering (zie tekst)

### Neurologische verklaringen
Een mogelijke verklaring stamt uit de neurologie. Wat bij een déjà vu gebeurt, kan ook worden omschreven als een "kortsluiting" van de hersenen. Normaal gesproken wordt een beeld vanuit de ogen naar een plekje in de hersenen gebracht waar de mens er zich bewust van wordt, daarna wordt dit beeld opgeslagen in de hersenen. Bij een déjà vu ontstaat er een kortsluiting, waardoor het beeld zich eerst in de hersenen opslaat, voordat de hersenen (de mens) zich bewust worden van het beeld. Omdat het een kortsluiting betreft kan men zich dus ook niet herinneren wanneer en hoe men het eerder heeft meegemaakt, want al die informatie is niet opgeslagen. Er bestaan verschillende speculaties hoe zo'n kortsluiting ontstaat. De Franse psychiater Pierre Janet schreef déjà vu toe aan een stoornis in de visuele waarneming, waarbij een waargenomen prikkel via twee informatiestromen, of kanalen (A en B, bovenste paneel in figuur) de hersenen bereikt. Hierbij treedt er echter een splitsing op tussen beeld A, dat de hersenen het eerst bereikt, en beeld B. De hersenen zullen nu beeld B, dat een fractie van een seconde later aankomt, als bekend categoriseren.
Een tweede opvatting komt van Daniel Dennett die meent dat déjà vu berust op een misinterpretatie of stoornis in de hersenen zelf (onderste paneel in figuur). Deze zou een gevolg kunnen zijn van bepaalde farmaca, vermoeidheid of een neurologische stoornis, zoals epilepsie.
Een mogelijk gebied waar deze stoornissen kunnen optreden is de hippocampus. Dit gebied (en de omringende slaapkwab) speelt namelijk een belangrijke rol in het herkennen of voorwerpen en gebeurtenissen nieuw of bekend zijn. Bewuste herkenning gaat daarbij regelmatig gepaard met een beleving van vertrouwdheid of anders gesteld, het bekendheidsgevoel (Duits: Bekanntheitsgefühl, Frans: sentiment de familiarité). Het spontaan vuren van zenuwcellen in dit gebied zou dan kunnen leiden tot een déjà-vu-beleving. Er is in dit model dus slechts één factor van belang: de activiteit van een hersengebied, en dus geen twee informatiestromen of kanalen zoals Janet aannam. De waarnemingsprikkel hoeft hier ook niet per se de aanleiding te zijn van de déjà-vu-beleving. Meer waarschijnlijk is dat dit spontaan ontstaat, waarbij subjectief de indruk ontstaat dat een gelijktijdige externe gebeurtenis of zelfs een toevallige gedachte de aanleiding is.

### Alternatieve verklaringen
Het fenomeen déjà vu is ook op andere, niet-wetenschappelijke, manieren geïnterpreteerd. Wanneer een gebeurtenis uit een droom vervolgens daadwerkelijk plaatsvindt, kan dat als déjà vu worden ervaren. Nog alternatieve verklaringen zijn dat déjà-vu-beelden een teken zijn uit een andere wereld, herinneringen uit een vroeger bestaan (reïncarnatie), uittreding (uit het eigen lichaam treden).

## Hersenstimulatie endéjà vu
Al lang geleden stelde de Canadese neurochirurg Penfield vast dat diepe hersenstimulatie van de temporale kwab bij epileptici levendige beelden en herinneringen bij de patiënten kon oproepen. Recent is hetzelfde gevonden door Canadese neurochirurgen bij behandeling van een patiënt met obesitas. De elektroden waren hierbij aangebracht in de hypothalamus om de eetlust te remmen. Elke keer als de stroom werd aangezet, kreeg de patiënt levendige herinneringen aan een scène van twintig jaar geleden. Hoe meer stroom, hoe sterker de herinnering. Vermoedelijk had de stimulatie ook effect op naburige gebieden in het limbische systeem waaronder de hippocampus. De door hersenstimulatie kunstmatig opgeroepen herinneringen, kunnen in tegenstelling tot de spontane déjà vu verschijnselen, wél met echte herinneringen te maken hebben.

## Déjà senti, déjà visité, déjà vécu
Het phénomène de déjà vu slaat niet alleen op beelden ontleend aan de visuele waarneming, er zijn ook varianten bekend waarbij het gaat om een innerlijk proces, zoals een gedachte of een ervaring: men spreekt dan ook wel van déjà senti (eerder gevoeld), eerder bezocht (déjà visité) of eerder meegemaakt of beleefd (déjà vécu). Ook het tegenovergestelde proces kan plaatsvinden: men zegt dan bijvoorbeeld dat een bekend persoon of beeld nooit eerder is gezien. Dit verschijnsel heet jamais vu (nooit gezien). Jamais vu treedt o.a. op bij het syndroom van Capgras.